# День незалежності: Відродження
«День незалежності: Відродження» (англ. Independence Day: Resurgence) — американський науково-фантастичний фільм, знятий Роландом Еммеріхом. Він є продовженням «Дня незалежності» (1996). Прем'єра стрічки в США відбулася 24 червня 2016, в Україні — 23 червня 2016. Фільм отримав негативні рецензії критиків, проте в прокаті окупився.
Події відбуваються через 20 років після першого фільму. На Землі, яка повністю не оправилася після нападу 1996 року, виросло нове покоління, яке освоїло технології інопланетян. Існує підозра про те, що інопланетяни залишили маяк, який знову може прикликати загарбників, але знайти його не вдається. Земляни організували глобальну систему стеження і протистояння можливим новим нападам на Землю. Частина системи розгорнута на Місяці, на якій функціонує військова база. Девід Левінсон очолює систему протистояння ворожим прибульцям. Син героя першої картини Стівена Гіллера — Ділан виріс і став пілотом винищувача. Бойовим пілотом стала і дочка президента Патрісія. Джасмін Дюброу працює адміністратором госпіталю.
Новий напад прибульців має безпрецедентний масштаб. Жителям Землі доведеться забути про кордони держав і відмінності у менталітеті, щоб дати відсіч. Використовуючи пізнання в технологіях прибульців, земляни організовують опір. Тільки воля кількох хоробрих чоловіків і жінок встає на шляху іношопланетних агресорів.

## Сюжет
Після нападу іншопланетян 1996 року виросло нове покоління, яке освоїло ворожі технології, що сприяло прогресу в численних галузях. Готується святкування 20-ї річниці перемоги і президент Елізабет Ленфорд має виступити з промовою. Ділан Гіллер, син героя війни з прибульцями Стівена Гіллера, служить на Місяці разом з сиротою Джейком Моррісом та дочкою президента Патрісією Вітмор. Учений Девід Ларсон з Кетрін Мерсікс досліджує в Африці космічний корабель, який два дні тому сам запрацював. Місцевий воєначальник Убмуту проводить їх до місця, де виявляється давня свердловина, спускаючись до якої дослідники фіксують імпульс, спрямований в глибини космосу.
Несподівано на супутнику Землі виникає червоточина і з неї вилітає невідомий сферичний об'єкт, а ув'язнені іншопланетяни прокидаються з коми. Президент віддає наказ застосувати оборонну систему на Місяці і генерали підтримують її, гармати пошкоджують корабель чужинців. Колишній президент Томас Вітмор просить почекати, однак до його слів не дослухаються. Він переконаний, що то не та сама цивілізація, яка атакувала Землю в 1996. В пошуках пояснень останніх подій учений Девід Левінсон вирушає з Африки на літаку-буксирі, пілотованому Джейком Моррісом, на Місяць.
В кратері Вандерґраффа вони знаходять уламки збитого корабля, а президент тим часом виступає з промовою. Левінсон натрапляє на Сферу, наказуючи готувати лабораторію. Томас Вітмор приходить на святкування і намагається попередити про появу нових іншопланетян, але техніку заглушує сигнал від нового корабля. До Землі наближається об'єкт діаметром 4800 км. Левінсон з іншими в буксирі тікає з кратера, побачивши чужинців завдяки пілотуванню Морріса. Але сила тяжіння корабля нападників захоплює буксир. Його обстріли системою оборони не завдають суттєвих ушкоджень, корабель знищує місячну базу та прямує до Землі. Винищувачі, серед пілотів яких є Ділан і Патрісія, отримують наказ відступати. Корабель пролітає над східною Азією, притягуючи з поверхні споруди і шматки кори планети, які падають в Європі, а сам корабель сідає в Атлантиці. Джейк пролітає між уламками, прямуючи в Зону 51, оголошену місцем збору вцілілих світових лідерів. Ділан намагається врятувати свою матір, але не встигає і вона гине від цунамі.
В цей час з коми виходить вчений Бракіш Окун, який в 1996 зазнав нападу іншопланетянина. Томас Вітмор замикається в камері з полоненим іншопланетянином, щоб той через нього міг говорити. Іншопланетянин повідомляє «Вона — це все». Ларсон здогадується, що на кораблі прибульців знаходиться їхня королева. Загарбники ж починають буріння до земного ядра, видобуваючи ресурси планети. Елізабет Ленфорд віддає наказ атакувати королеву атомними бомбами, та вибухи нейтралізуються силовими полями. Іншопланетяни вислідковують бункер президента і вбивають її з більшістю політиків. Її заміняє Джошуа Адамс з Космічної Оборони Землі.
Окун береться досліджувати знайдену на Місяці Сферу, яка виявляється комп'ютером зі штучним інтелектом. В цей час Джейк, Ділан і Патрісія зазнали аварії на кораблі прибульців. Сфера активовується, про що дізнається королева загарбників, відсилаючи літаки на її захоплення. Сфера починає діалог з ученими, розповідаючи, що є оцифрованим представником цивілізації, знищеної тими самими істотами, котрі тепер прибули на Землю. Вона збирає інші види разом на таємній планеті, щоб дати відсіч і люди саме були на черзі. Слабке місце рою прибульців — їхня королева, однак вже запізно, Сферу слід знищити аби королева не заволоділа координатами її планети.
Окун і Левінсон вигадують підробити сигнали Сфери, щоб приманити королеву і вбити її термоядерними бомбами. Джейк з іншими вцілілими пілотами планує захопити ворожі літаки. Він відволікає іншопланетян, поки інші викрадають літальні апарати і всі разом покидають корабель. Королева прибуває за несправжніми координатами і потрапляє в пастку. Однак флот продовжує атаку, що свідчить про виживання королеви. Королева, захищена особистим силовим щитом, вибирається з уламків. Пілоти атакують її з повітря, але марно. Основний корабель тим часом вже майже добурився до земного ядра, загрожуючи залишити планету без магнітного поля. Елізабет з Джейком збивають щит королеви, та її десант знаходить справжню Сферу і прикликає рій літаків. Ділан і Джейк вириваються з рою і атакують королеву в слабке місце екзоскелету. Королева гине, а без її контролю прибульці припиняють будь-яку діяльність. Вони покидають Землю, а Сфера пропонує людям стати лідерами опору в галактиці.

## У ролях
| Актор              | Роль                            |
| ------------------ | ------------------------------- |
| Ліам Гемсворт      | Джейк Моррісон                  |
| Джефф Голдблюм     | Девід Левінсон                  |
| Білл Пуллман       | колишній президент Томас Вітмор |
| Майка Монро        | Патриція Вітмор                 |
| Джессі Т. Ашер     | Ділан Гіллер                    |
| Вільям Фіхтнер     | генерал Адамс                   |
| Шарлотта Генсбур   | Кетрін Марсо                    |
| Джадд Гірш         | Джуліус Левінсон                |
| Брент Спайнер      | доктор Бракіш Окун              |
| Тревіс Тоуп        | Чарлі Міллер                    |
| Сіла Ворд          | президент Ленфорд               |
| Патрік Сент-Еспріт | міністр оборони Таннер          |
| Вівіка А. Фокс     | Жасмін Гіллер                   |
| Анджела Бейбі      | Рейн Лао                        |
| Добі Опарей        | Дікембе                         |
| Ніколас Райт       | Флойд Розенберг                 |
| Чин Хань           | командувач Цзян                 |
| Гбенга Акіннагбе   | агент Тревіс                    |
| Роберт Лоджа       | генерал Грей                    |
| Джон Сторі         | доктор Айзекс                   |
| Джої Кінг          | Сем                             |
| Маккенна Грейс     | Дейзі Блеквелл                  |

## Український Дубляж
- Студія: Постмодерн
- Перекладач: Олег Колесніков
- Режисерка дублювання: Людмила Петриченко
- Звукорежисер: Геннадій Алексєєв
- Менеджерка проекту: Ірина Туловська

Ролі дублювали:
- Джейк Морісон — Дмитро Сова
- Девід Левінсон — Микола Боклан
- Ділан Гіллер — Дмитро Тварковський
- Президент Вітмор — Євген Пашин
- Патрісія Вітмор — Марина Локтіонова
- Президент Ленфорд — Наталя Задніпровська
- Генерал Адамс — Юрій Гребельник
- Юліус Левінсон — Олександр Ігнатуша
- Окун — Юрій Висоцький
- Теннер — Михайло Кришталь
- Жасмін Гіллер — Ольга Радчук
- Лао — Дмитро Вікулов
- Кетрін Марсо — Світлана Шекера
- Дікамбе — Кирило Нікітенко
- Флойд Розенберг — Дмитро Терещук
- Чарлі Міллер — Павло Скороходько
- Агент Тревіс — Володимир Терещук
- Айзекс — Матвій Ніколаєв
- Сем — Єлизавета Мастаєва
- Сфера — Людмила Петриченко
- Боббі — Костянтин Чернокрилюк
- Фелікс — Арсен Шавлюк

Дейзі — Галина Дубок
- Ріттер — Олександр Погребняк
- Капітан Макквейд — Роман Чорний
- Арман — Денис Толяренко
- Бодро, Джефрі — Володимир Канівець
- Помічник Колінз — Євген Локтіонов
- Молода мама, Офіцер Орбіта — Антоніна Хижняк
- Рейн — Олена Борозенець

## Створення
У листопаді 2014 року початок виробництва був запланований на травень. Знімання фільму почали 20 квітня 2015. Еммеріх до останнього моменту сподівався, що Вілл Сміт приєднається до проєкту, і «під нього» був навіть написаний другий варіант сценарію. Проте актор відмовився брати участь у сиквелі.

### Реліз
Спочатку планувалося, що фільм вийде 3 липня 2015 р. 12 листопада 2013 року оголошено, що реліз перенесений на липень 2016-го. 14 жовтня 2014 року Fox змінив дату виходу фільму на 24 червня 2016 р.

## Супутня продукція
- «День незалежності: Горнило» (англ. Independence Day: Crucible) — роман, що вийшов 2016 року, який поєднує сюжети цього фільму з «День незалежності». Після перемоги землян один з кораблів лишився дієздатним і прибульці з нього готуються продовжити знищення людей. Корабель також містить неймовірні технології, які відкриють людству величезні перспективи[11].
- «День незалежності: Темний фантом» (англ. Independence Day: Dark Fathom) — серія коміксів, видана впродовж березня-червня 2016 року. Один з кораблів після першого нападу впав до океану і субмарина вирушає на його дослідження. Іншопланетяни готуються дати відсіч та послати сигнал лиха до своїх основних сил. Доктор Джессіка Морган і капітан Джошуа Адамс беруться завадити цьому плану[12].
- «День незалежності: Відродження: Офіційна новелізація фільму» (англ. Independence Day: Resurgence: The Official Movie Novelization) — роман-новелізація фільму[13].